# Djamel Keddou
Djamel Keddou (en arabe : جمال كدو), né le 30 janvier 1952 et mort le 16 novembre 2011 à Alger (Algérie), est un footballeur international algérien devenu ensuite entraîneur. Il a évolué au poste de défenseur central. Il passe l'intégralité de sa carrière de joueur à l'USM Alger, club dont il est une figure emblématique,.
Il compte 25 sélections en équipe nationale entre 1973 et 1978,.

## Palmarès

### En tant que joueur

#### En équipe nationale
- Médaille d'or aux Jeux méditerranéens de 1975.
- Médaille d'or aux  Jeux africains en 1978.

#### En clubs
- Vainqueur de la Coupe d'Algérie : 1981 avec l'USM Alger.
- Finaliste de la Coupe d'Algérie :1972, 1973, 1978, 1980 avec l'USM Alger.

### En tant qu'entraineur
- Vainqueur de la Coupe d'Algérie : 1988 avec l'USM Alger.